# 4812 Hakuhou
4812 Hakuhou (1977 DL3) là một tiểu hành tinh vành đai chính được phát hiện ngày 18 tháng 2 năm 1977 bởi Kosai và Hurukawa ở Đài thiên văn Kiso.